# Ливадаки (дем Солунски залив)
 Тази статия е за селото в Солунско.  За селото в Неврокопско вижте Ливадища.  
Ливадаки или Чаир чифлик (на гръцки: Λιβαδάκι, катаревуса Λειβαδάκιον, Ливадакион, до 1926 Τσαΐρ Τσιφλίκ, Цаир Цифлик) е село в Република Гърция, дем Солунски залив, област Централна Македония. Според преброяването от 2001 година селото има 48 жители.

## География
Селото е разположено на Халкидическия полуостров, източно от източния бряг на Солунския залив и южно от град Солун. Ливадаки се намира на около 4 километра източно от демовия център Переа.

## История

### В Османската империя
В „Етнография на вилаетите Адрианопол, Монастир и Салоника“, издадена в Константинопол в 1878 година и отразяваща статистиката на населението от 1873, Чаир чифлик (Tchayr-Tchifliq) е посочено като селище в Солунска каза с 8 домакинства, като жителите му са 38 българи.
В 1900 година според Васил Кънчов („Македония. Етнография и статистика“) в Чаиръ живеят 30 гърци християни.
По данни на секретаря на Българската екзархия Димитър Мишев („La Macédoine et sa Population Chrétienne“) в 1905 година в Чаир чифлик (Tchaïr Tchiflik) има 150 жители гърци.

### В Гърция
Чаир попада в Гърция вследствие на Междусъюзническата война в 1913 година. В 1926 година името на селото е преведено на Ливадаки. В 1920-те години мюсюлманското население се изселва и на негово място са заселени гърци бежанци. В 1928 година Ливадакион е бежанско селище с 9 бежански семейства и 33 жители бежанци.